# Evelyn Herwegh
Evelyn Herwegh (30 de septiembre de 1961) es una deportista alemana que compitió para la RFA en remo. Ganó cuatro medallas en el Campeonato Mundial de Remo entre los años 1984 y 1987.

## Palmarés internacional
| Campeonato Mundial | Campeonato Mundial       | Campeonato Mundial | Campeonato Mundial        |
| Año                | Lugar                    | Medalla            | Prueba                    |
| ------------------ | ------------------------ | ------------------ | ------------------------- |
| 1984               | Montreal (Canadá)        | Medalla de oro     | Cuatro sin timonel ligero |
| 1985               | Malinas (Bélgica)        | Medalla de oro     | Cuatro sin timonel ligero |
| 1986               | Nottingham (Reino Unido) | Medalla de bronce  | Cuatro sin timonel ligero |
| 1987               | Copenhague (Dinamarca)   | Medalla de plata   | Cuatro sin timonel ligero |